# 良五世
教宗良五世（拉丁語：Leo PP. V，—904年2月），天主教会第118代教宗，於903年7月至903年9月岀任教宗。
出生地不详。903年，先代本笃四世去世后，被選为新教宗。这段时间的罗马教会是一个不稳定的时期，教宗被暗杀，党内派系纷争，良五世无法平息这场动乱，于同年被废黜监禁。904年初死于狱中。

## 譯名列表
- 良五世：天主教香港教區禮儀委員會：禧年專頁 （页面存档备份，存于）、香港天主教教區檔案　歷任教宗作良。
- 利奧五世：《大英簡明百科知識庫》2005年版[永久]作利奧。
- 利奧五世、列奧五世或萊奧五世：《世界人名翻譯大辭典》1993年版作利奧。
- 雷歐五世：國立編譯舘[永久]作雷歐。